# Quintuplets (serie de televisión)
Quintuplets (Quintillizos en España y Quíntuples en Hispanoamérica) fue una serie familiar de comedia que duró solo una temporada presentada por veintidós episodios en FOX entre el 16 de junio de 2004 y el 12 de enero de 2005, esta serie relata la vida de la familia Chase, una típica familia de clase media estadounidense.
Gran parte de la historia se centra en la dificultad de apoyar a una familia conformada por quíntuples ya adolescentes tanto financiera como emocionalmente. 
La serie se desarrolla en Nutley, Nueva Jersey en una típica casa de 3 dormitorios en donde los 3 hermanos varones quíntuples deben de compartir una habitación con literas mientras que las 2 hermanas comparten la otra habitación.
La serie se emitió en la noche de los miércoles hasta el primer trimestre del año 2005, fecha en la que fue cancelada al no conseguir retener la audiencia de American Idol con una media de 5,2 millones de espectadores semanales, y pese a que la serie no fue renovada por FOX para una segunda temporada, “Los Quintillizos” tuvo bastante popularidad en Estados Unidos gracias a sus ágiles guiones y su incorrección política.
El tema musical de la serie fue "Suk o Shine" realizada por Chris y Tad.

## Personajes
La Familia Chase
- Bob Chase: (Interpretado por Andy Richter) Padre de la familia Chase el cual trabaja para una agencia de publicidad y que logra apenas el dinero para mantener a su numerosa familia, la mayor parte de sus tiempo la dedica a tratar de ahorrar dinero como por ejemplo comprando los regalos de Navidad en enero para aprovechar las rebajas, aunque es un padre atento busca la oportunidad para alejarse de la crianza de sus hijos adolescentes cuando estos tienen un problema, dejándole el trabajo a su esposa Carol.

- Carol Chase: (Interpretado por Rebecca Creskoff) Es la madre de la familia Chase y que representa a la típica ama de casa norteamericana que debe encargarse del hogar y de la crianza de los hijos, a menudo parece cansada, pero suele ser ella en las mayoría de las veces la que escucha y aconseja a los quíntuples puesto que su marido tiende a escapar apenas escucha la palabra problema, Carol es además la voz de la razón para su marido Bob que actúa como un niño de vez es cuando.

- Parker Chase: (Interpretado por Jake McDorman) Es el chico popular, alto, atractivo y exitoso en deportes, tiende a ser la voz de los quíntuples cuando estos deben presentar un frente unido antes sus padres. Parker tomó clases de ballet cuando era más joven, pero se rindió cuando él tenía doce años.

- Pearce Chase: (Interpretado por Johnny Lewis) Es el miembro extraño de la familia puesto tiene una curiosa perspectiva sobre prácticamente cualquier tema y debido a su inocencia nunca tiene miedo de compartir sus sentimientos con todos los extraños, lo cual a veces podría confundirse con ser gay, aunque no lo es, puesto que está enamorado de una vieja amiga llamada Alayna Collins.

- Penny Chase: (Interpretado por April Matson) Es la hija intelectual, impopular y amante de la lectura, es algo amargada y antisocial que demuestra fácilmente con su apariencia gótica, suele mostrar su disgusto de ser parte de los quíntuples, aunque en el fondo ama a sus hermanos.

- Paige Chase: (Interpretado por Sarah Wright) Es la hermana atractiva y popular de la familia, ajustándose al típico estereotipo de la rubia descerebrada, es egoísta, piensa solo en sí misma y pasa gran parte de su tiempo preocupada de su apariencia, aunque en el fondo posee un corazón blando que la ayuda a tomar la decisiones correctas.

- Patton Chase: (Interpretado por Ryan Pinkston) Es el más pequeño de la familia, acusando a su hermano Parker de haber absorbido todos los buenos genes por lo que toma hormonas de crecimiento, está obsesionado con el sexo y las mujeres, cuando una chica hace un comentario positivo de él tiende a decir en un tono sensual “Si, ¿te gusta?” logrando usualmente solo alejarlas. Es muy inteligente, pero malgasta su inteligencia en planes ocultos para atraer chicas.

## Episodios
La serie contó con solo una temporada presentada por veintidós episodios.

## Emisiones
| País           | Televisora (s)   | Horario (en hora local)                                                         |
| -------------- | ---------------- | ------------------------------------------------------------------------------- |
| España         | Antena 3         | 12:00 sábados y domingos dentro del contenedor infantil “Megatrix”              |
| Chile          | Telecanal        | (Cancelado) Emitido de lunes a viernes a las 14:30 hasta el 12 de junio de 2010 |
| Estados Unidos | Fox              | (Cancelado) Emitido hasta el 12 de enero de 2005                                |
| Costa Rica     | Repretel Canal 4 | 8:30 Domingos                                                                   |
| México         | TV Azteca        |                                                                                 |

- Datos: Q2601773